# Jan Žižka (film)
Jan Žižka (cz. Jan Žižka) – czechosłowacki film historyczny z 1956 roku, zrealizowany na podstawie biografii czeskiego husyty Jan Žižka. Adaptacja książki Aloisa Jiráska. Film jest kontynuacją filmu Sobór w Konstancji (1955).
Film stanowi drugą część Trylogii Husyckiej Otakara Vavry. Jego kontynuacją jest film Przeciw wszystkim (1957).

## Obsada
- Zdeněk Štěpánek – Jan Žižka
- František Horák – Jan Želivský
- Karel Höger – Wacław IV, król Czech
- Vlasta Matulová – Zofia Bawarska, królowa Czech
- Ladislav Pešek – Miserere, błazen
- Jan Pivec – Zygmunt Luksemburczyk, król Węgier i cesarz rzymski
- Václav Voska – Čeněk z Vartemberka
- Vítězslav Vejražka – Václav z Dubé
- Gustav Hilmar – Jan z Chlumu
- Marie Tomášová – Johanka